# Ophiomorus maranjabensis
Ophiomorus maranjabensis — вид сцинкоподібних ящірок родини сцинкових (Scincidae). Ендемік Ірану. Описаний у 2011 році.

## Опис
Тіло завдовжки 95 мм, хвіст — 81 мм.

## Поширення і екологія
Ophiomorus maranjabensis відомі з типової місцевості, розташованої в пустелі Маранджаб (частині пустелі Деште-Кевір), на північний схід від міста Кашан.